# Nekrolog 1796
Nekrolog
◄◄
| ◄
| 1792
| 1793
| 1794
| 1795
| 1796 | 1797 | 1798 | 1799 | 1800 | ► | ►►
Weitere Ereignisse | Allgemeiner Nekrolog 1796
Die Beschreibung der verstorbenen Person sollte so kurz wie möglich gehalten sein und nur deren signifikante Tätigkeit(en) enthalten.
Neue Namen ggf. auch unter dem Geburts- und Sterbedatum, also etwa unter 1. Januar und im Geburts- und Sterbejahr (2024) eintragen (nur bei entsprechender großer Wichtigkeit). Für Beispiele siehe die schon vorhandenen Artikel.
Außerdem über die fünf zuletzt Verstorbenen, zu denen es einen ausreichend guten Artikel für eine Präsentation auf der Hauptseite gibt, nach der todesbedingten Überarbeitung der Artikel ggf. auch unter Wikipedia Diskussion:Hauptseite informieren und sie am besten auch in den anderen Wikipedia-Sprachversionen eintragen. Tipp: Regelmäßig bei news.google.de nach „ist tot“, „gestorben“ oder „verstorben“ suchen.
Wenn eine Person gestorben ist, gibt es viele Seiten zu dieser Person in der Wikipedia, die davon auch betroffen sind und entsprechend aktualisiert werden müssen. Beispiele: Namenübersichtsseite, Geburtsjahr, Geburtsort-Seiten und viele mehr.
Wie finde ich die betroffenen Seiten?
Im Suchfeld auf der linken Seite gibt man den Suchbegriff so ein: „Vorname Nachname“. Dann klickt man auf Volltext und alle Seiten mit entsprechendem Suchtext werden aufgerufen. Hier sieht man dann schnell, wo auch das Todesjahr Sinn macht oder sogar ein Teil des Artikels angepasst werden muss. Auch hilft das „Werkzeug“ auf der linken Seite sehr gut, um solche Seiten aufzufinden: „Links auf diese Seite“. Somit ist die Wikipedia wieder aktuell in allen Bereichen! Hinweis: bei Eintragung der Kategorie „Gestorben JAHR“ wird der Missbrauchsfilter 49 ausgelöst, was jedoch nicht schlimm ist. Siehe: Spezial:Missbrauchsfilter/49
Dies ist eine Liste von im Jahr 1796 verstorbenen bekannten Persönlichkeiten. Die Einträge erfolgen innerhalb der einzelnen Daten alphabetisch sortiert. Tiere sind im Nekrolog für Tiere zu finden.

## Januar
| Tag        | Name                              | Beruf, bekannt als                                                                                     | Alter | Beleg |
| ---------- | --------------------------------- | --- | ----- | ----- |
| 1. Januar  | Alexandre-Théophile Vandermonde   | französischer Musiker, Mathematiker und Chemiker                                                       | 60    |       |
| 4. Januar  | August von Dohna-Lauck            | preußischer Generalmajor, Chef des Infanterie-Regiments Nr. 44                                         | 67    |       |
| 4. Januar  | Johann Fulde                      | deutscher Musiker und evangelischer Pastor                                                             | 77    |       |
| 5. Januar  | Samuel Huntington                 | Anführer der Amerikanischen Unabhängigkeitsbewegung und einer der Gründerväter der Vereinigten Staaten | 64    |       |
| 5. Januar  | Anna Barbara Reinhart             | Schweizer Mathematikerin                                                                               | 65    |       |
| 6. Januar  | Joachim Friedrich Bolten          | deutscher Arzt und Conchologe                                                                          | 77    |       |
| 8. Januar  | Jean-Marie Collot d’Herbois       | französischer Revolutionär                                                                             |       |       |
| 9. Januar  | Giuseppe Avossa                   | italienischer Komponist                                                                                |       |       |
| 10. Januar | Philipp Wilhelm Grimm             | deutscher Jurist; hanauischer Amtmann; Vater der Brüder Grimm                                          | 44    |       |
| 16. Januar | Johann Gottfried Hoefer           | Direktor des herzoglich-braunschweigischen Kunst- und Naturalienkabinetts                              | 76    |       |
| 16. Januar | Erich G. Laxmann                  | russischer Pastor, Professor der Ökonomie, Naturwissenschaftler und Reisender                          | 58    |       |
| 22. Januar | Friedrich Gotthilf Findeisen      | deutscher Pädagoge und Literat                                                                         |       |       |
| 22. Januar | Bernhard Hupfeld                  | deutscher Komponist und Konzertmeister                                                                 | 78    |       |
| 23. Januar | Wilhelm Hanser                    | Komponist, Organist und Musiklehrer                                                                    | 57    |       |
| 23. Januar | Carl Dietrich Stach von Goltzheim | preußischer Landrat                                                                                    |       |       |
| 23. Januar | Johannes Kopp                     | deutscher Bauhofsinspektor                                                                             | 61    |       |
| 23. Januar | Johann August Wilhelm von Koppy   | preußischer Offizier und Landrat                                                                       | 50    |       |
| 23. Januar | Friedrich Wilhelm von Rohdich     | preußischer Offizier, zuletzt General der Infanterie sowie Geheimer Staats- und Kriegsminister         | 76    |       |
| 24. Januar | Ole Johan Samsøe                  | dänischer Dichter                                                                                      | 36    |       |
| 27. Januar | Karl von Amadei                   | kaiserlich-habsburgischer Offizier, zuletzt Feldmarschallleutnant                                      |       |       |
| 27. Januar | Francesco Maria Banditi           | Bischof von Montefiascone, Erzbischof von Benevent, Kardinalpresbyter                                  | 89    |       |

## Februar
| Tag         | Name                                        | Beruf, bekannt als                                                                                             | Alter | Beleg |
| ----------- | ------------------------------------------- | --- | ----- | ----- |
| 2. Februar  | Franz Willibald Schmidt                     | böhmischer Botaniker und Pflanzenmaler                                                                         | 31    |       |
| 4. Februar  | Friedrich August von Haeseler               | kurfürstlich-sächsischer Kammerjunker und Oberforst- und Wildmeister                                           | 66    |       |
| 4. Februar  | David Ruetschmann                           | Augustinermönch, Mathematiker, Uhrmacher und Mechanikus                                                        | 69    |       |
| 5. Februar  | Christoph Kersten                           | deutscher Missionar und Unternehmensgründer in Suriname                                                        | 62    |       |
| 6. Februar  | Engelbert Engemann                          | Abt des Benediktinerklosters Huysburg                                                                          | 78    |       |
| 8. Februar  | John Sibthorp                               | englischer Botaniker                                                                                           | 37    |       |
| 13. Februar | Heinrich August zu Hohenlohe-Ingelfingen    | Reichs-General-Feldmarschall                                                                                   | 80    |       |
| 16. Februar | Caterina Gabrielli                          | italienische Opernsängerin                                                                                     | 65    |       |
| 16. Februar | Jean Romilly                                | Schweizer Uhrmacher, Journalist und Enzyklopädist                                                              | 81    |       |
| 17. Februar | James Macpherson                            | schottischer Schriftsteller und Politiker                                                                      | 59    |       |
| 18. Februar | Eberhard Gaupp                              | Schweizer Kaufmann                                                                                             | 61    |       |
| 22. Februar | Friedrich Wilhelm von Sommerfeld            | preußischer Hauptmann und Landrat                                                                              | 71    |       |
| 22. Februar | Johann Baptist Ambrosi                      | deutscher Theologe und Prediger                                                                                | 54    |       |
| 23. Februar | Jean-Nicolas Stofflet                       | General auf Seiten des katholisch-royalistisch motivierten Vendée-Aufstands gegen das revolutionäre Frankreich | 43    |       |
| 24. Februar | Karl Aloys von Königsegg-Aulendorf          | Weihbischof in Köln                                                                                            | 69    |       |
| 25. Februar | Lorenz Adam Bartenstein                     | deutscher evangelischer Geistlicher, Pädagoge und Schulleiter                                                  | 84    |       |
| 25. Februar | Giovanni Battista Borghi                    | italienischer Komponist der Vorklassik                                                                         | 57    |       |
| 25. Februar | Samuel Seabury                              | Bischof der Episcopal Church in the USA                                                                        | 66    |       |
| 27. Februar | Bernhard Friedrich von Eickstedt            | preußischer Generalmajor                                                                                       | 64    |       |
| 28. Februar | Friedrich Wilhelm Rust                      | deutscher Komponist                                                                                            | 56    |       |
| 29. Februar | Marie-Anne Botot Dangeville                 | französische Schauspielerin                                                                                    | 81    |       |
| 29. Februar | François Athanase de Charette de la Contrie | französischer Marineoffizier und einer der Anführer des Aufstands der Vendée                                   | 32    |       |

## März
| Tag      | Name                                      | Beruf, bekannt als | Alter | Beleg |
| -------- | ----------------------------------------- | --- | ----- | ----- |
| 1. März  | Carl Fredrik Adelcrantz                   | schwedischer Architekt | 80    |       |
| 2. März  | Thomas Scott                              | US-amerikanischer Politiker |       |       |
| 5. März  | Jakob Friedrich von der Osten             | dänischer Generalmajor und Chef des Oldenburgischen Infanterie-Regiments                                                        | 78    |       |
| 6. März  | Guillaume Thomas François Raynal          | französischer Schriftsteller | 82    |       |
| 7. März  | Christoph August Bode                     | deutscher Hochschullehrer, Philologe und Orientalist                                                                            | 73    |       |
| 7. März  | Paulus Chevallier                         | niederländischer reformierter Theologe                                                                                          | 73    |       |
| 8. März  | William Chambers                          | britischer Architekt |       |       |
| 8. März  | Kaspar Sigismund von Lüttwitz             | preußischer Generalmajor, Chef des Infanterieregiments Nr. 42                                                                   | 63    |       |
| 10. März | Abraham Kersten                           | deutscher Unternehmer und Bankier                                                                                               | 63    |       |
| 11. März | Friedrich Samuel Schmidt                  | deutsch-schweizerischer Gelehrter und Diplomat                                                                                  | 59    |       |
| 12. März | Martin Gottlieb Pauli                     | deutscher Rechtswissenschaftler                                                                                                 | 75    |       |
| 12. März | Franz Töpsl                               | deutscher katholischer Theologe, Propst des Stifts Polling                                                                      | 84    |       |
| 13. März | Heinrich Daniel Jacobi                    | deutscher Hüttenwerksdirektor                                                                                                   | 70    |       |
| 18. März | Benno Grueber                             | deutscher Kirchenmusiker, Komponist und Benediktinerpater                                                                       | 36    |       |
| 19. März | Georg Wilhelm von Minckwitz               | preußischer Generalmajor | 60    |       |
| 19. März | Hugh Palliser                             | britischer Admiral der Royal Navy                                                                                               | 74    |       |
| 19. März | Stephen Storace                           | britischer Komponist | 33    |       |
| 21. März | Friedrich Ludwig Christian Cropp          | deutscher Arzt, Bücher- und Kunstsammler                                                                                        | 77    |       |
| 23. März | Johann Wilhelm Beyer                      | deutscher Landschaftsarchitekt, Maler, Bildhauer und Porzellankünstler                                                          | 70    |       |
| 24. März | Antonio Caballero y Góngora               | spanischer Priester und Kolonialverwalter                                                                                       | 72    |       |
| 27. März | Christoph Ludwig Rudolph von Reitzenstein | Chef des Jägerkorps Ansbach-Bayreuth in Nordamerika, königlich preußischer Generalmajor und Chef des Infanterieregiments Nr. 56 | 60    |       |
| 30. März | Auguste Wilhelmine von Hessen-Darmstadt   | Prinzessin von Hessen-Darmstadt, durch Heirat Herzogin von Pfalz-Zweibrücken                                                    | 30    |       |
| 30. März | Nicola Colonna di Stigliano               | italienischer Kardinal | 65    |       |

## April
| Tag       | Name                                      | Beruf, bekannt als                                                               | Alter | Beleg |
| --------- | ----------------------------------------- | -------------------------------------------------------------------------------- | ----- | ----- |
| 1. April  | August Wilhelm von Rhetz                  | Generalleutnant                                                                  | 74    |       |
| 2. April  | Ulrika Pasch                              | schwedische Malerin                                                              | 60    |       |
| 3. April  | Johannes Plücker                          | Bürgermeister von Elberfeld                                                      | 62    |       |
| 3. April  | Balthasar Wilhelm von Walther und Cronegk | preußischer Major und Ritter des Orden Pour le Mérite                            | 75    |       |
| 4. April  | Nicola Sabatino                           | italienischer Komponist der Vorklassik                                           |       |       |
| 8. April  | Thomas Francis Wenman                     | englischer Politiker                                                             | 50    |       |
| 9. April  | Friedrich Albrecht                        | deutscher Landesfürst                                                            | 60    |       |
| 9. April  | Johann Christian Schramm                  | königlich-preußischer Kammermusiker und Cembalist                                |       |       |
| 10. April | Anne-Antoinette Diderot                   | Ehefrau und Mutter der Kinder von Denis Diderot                                  | 86    |       |
| 11. April | Stephan Alexander Würdtwein               | deutscher Weihbischof und Kirchenhistoriker                                      |       |       |
| 13. April | Eleonora Zucker                           | deutsche Schauspielerin und Sängerin                                             |       |       |
| 16. April | Mary Brant                                | Anführerin der Mohawk-Indianer während des Amerikanischen Unabhängigkeitskrieges |       |       |
| 16. April | Johann Friedrich Doles der Jüngere        | deutscher Komponist und Rechtsanwalt                                             | 49    |       |
| 16. April | Luke Joseph Hooke                         | irischstämmiger Theologe, Hochschullehrer, Kurator                               |       |       |
| 17. April | Johann Kaspar Eller                       | Bürgermeister in Elberfeld                                                       |       |       |
| 18. April | Johan Carl Wilcke                         | deutsch-schwedischer Physiker                                                    | 63    |       |
| 23. April | Theodor Gottlieb von Hippel der Ältere    | deutscher Staatsmann, Schriftsteller und Sozialkritiker                          | 55    |       |
| 26. April | Paul Dietrich Giseke                      | deutscher Arzt, Botaniker, Lehrer und Bibliothekar                               | 54    |       |
| 28. April | Angelo Maria Durini                       | Kardinal der katholischen Kirche                                                 | 70    |       |
| 28. April | Josias Ludwig Ernst Püttmann              | deutscher Rechtswissenschaftler                                                  | 65    |       |
| 28. April | Heinrich Christian Michael von Stengel    | französischer General deutscher Herkunft                                         | 51    |       |
| 30. April | Franziska von Corvin-Krasińska            | polnisch-sächsische Adlige                                                       | 54    |       |

## Mai
| Tag     | Name                                              | Beruf, bekannt als | Alter | Beleg |
| ------- | ------------------------------------------------- | --- | ----- | ----- |
| 1. Mai  | Alexandre Guy Pingré                              | französischer Astronom | 84    |       |
| 2. Mai  | Johann Adolph Schinmeier                          | deutscher Theologe | 63    |       |
| 4. Mai  | Christian Friedrich von Blanckenburg              | deutscher Literaturwissenschaftler und Schriftsteller                                                                       | 52    |       |
| 4. Mai  | Benjamin Friedrich Köhler                         | deutscher Kirchenlieddichter und Beamter                                                                                    | 65    |       |
| 5. Mai  | Franz Traugott Friedrich Wilhelm von Breitenbauch | preußischer Oberpräsident                                                                                                   | 57    |       |
| 5. Mai  | Olaus Heinrich Moller                             | deutscher Literaturhistoriker, Genealoge und Gymnasiallehrer                                                                | 80    |       |
| 6. Mai  | Johann Carl Gehler                                | deutscher Arzt und Mineraloge in Leipzig                                                                                    | 63    |       |
| 6. Mai  | Adolph Knigge                                     | deutscher Schriftsteller und Aufklärer                                                                                      | 43    |       |
| 8. Mai  | Georg Oswald von Czettritz                        | preußischer Offizier, zuletzt preußischer General der Kavallerie                                                            | 67    |       |
| 8. Mai  | Amédée Emmanuel François Laharpe                  | schweizerisch-französischer Divisionsgeneral                                                                                | 41    |       |
| 9. Mai  | Johann Siegmund Manso                             | deutscher Lehrer und Rektor                                                                                                 | 64    |       |
| 12. Mai | Johann Peter Uz                                   | deutscher Dichter | 75    |       |
| 17. Mai | Jacob Wilhelm Lustig                              | niederländischer Komponist, Organist und Musiktheoretiker                                                                   | 89    |       |
| 17. Mai | Gotthard Friedrich Stender                        | kurländischer lutherischer Pastor                                                                                           | 81    |       |
| 19. Mai | Beda Angehrn                                      | Abt der Fürstabtei St. Gallen                                                                                               | 70    |       |
| 20. Mai | Gustav Friedrich Großmann                         | deutscher Schauspieler und Schauspieldichter                                                                                | 49    |       |
| 21. Mai | John Butler                                       | britischer loyalistischer Kolonist in Nordamerika                                                                           |       |       |
| 25. Mai | Conrad Otto Christoph Marschall von Bieberstein   | herzoglich-Württembergischer Oberst und Oberhofmarschall                                                                    | 70    |       |
| 25. Mai | Christoph Otto von Gamm                           | dänischer Diplomat, Geheimer Rath in Mecklenburg-Strelitz, Genealoge                                                        | 75    |       |
| 29. Mai | Ernst Friedrich von Bockelberg                    | preußischer Generalmajor und zuletzt Assessor des 5. Departements des Oberkriegskollegiums sowie Generalintendant der Armee | 68    |       |
| Mai     | Friedrich Wilhelm Menzel                          | sächsischer Beamter |       |       |

## Juni
| Tag      | Name                                                                  | Beruf, bekannt als                                                                  | Alter | Beleg |
| -------- | --------------------------------------------------------------------- | ----------------------------------------------------------------------------------- | ----- | ----- |
| 1. Juni  | Immanuel Carl Diez                                                    | deutscher Philosoph, Theologe und Mediziner                                         | 30    |       |
| 5. Juni  | Johanne Sophie Herre                                                  | Reichsgräfin von Anhalt und Ehefrau von Wilhelm Gustav, Erbprinz von Dessau         | 89    |       |
| 8. Juni  | Felice Giardini                                                       | italienischer Violinist und Komponist                                               | 80    |       |
| 8. Juni  | Joseph Marquard Treu                                                  | deutscher Maler                                                                     | 82    |       |
| 8. Juni  | Ignaz Umlauf                                                          | österreichischer Komponist, Bratschist und Kapellmeister                            | 49    |       |
| 11. Juni | Nathaniel Gorham                                                      | US-amerikanischer Politiker                                                         | 58    |       |
| 11. Juni | Samuel Whitbread                                                      | britischer Politiker und Unternehmer                                                | 75    |       |
| 16. Juni | Karl von Sachsen                                                      | gebürtiger Prinz von Sachsen, Herzog von Kurland und Semgallen (1758–1763)          | 62    |       |
| 17. Juni | Benedikt Pacher                                                       | deutscher Benediktiner und Abt von Kloster Ettal                                    |       |       |
| 21. Juni | George Frost                                                          | US-amerikanischer Politiker                                                         | 76    |       |
| 21. Juni | Richard Gridley                                                       | britisch-US-amerikanischer Militäringenieur                                         | 86    |       |
| 23. Juni | Josepha Maria Anna Antonia Nepomucena von Salm-Reifferscheidt-Bedburg | Äbtissin in den Stiften Elten und Vreden                                            | 64    |       |
| 24. Juni | Joseph Maria                                                          | Reichsfürst zu Fürstenberg                                                          | 38    |       |
| 25. Juni | Joseph Maria Hiendl                                                   | deutscher Benediktiner; Abt des Klosters Oberalteich                                | 58    |       |
| 25. Juni | Johann Philipp Siebenkees                                             | deutscher Philologe                                                                 | 36    |       |
| 25. Juni | Johann Sperl                                                          | deutscher Maler                                                                     |       |       |
| 26. Juni | David Rittenhouse                                                     | US-amerikanischer Astronom und Mathematiker, erster Direktor der United States Mint | 64    |       |
| 28. Juni | Otto Wedig von Bonin                                                  | preußischer Landrat und Landesdirektor                                              | 71    |       |
| 30. Juni | Abraham Yates                                                         | US-amerikanischer Jurist und Politiker                                              |       |       |

## Juli
| Tag      | Name                            | Beruf, bekannt als                                | Alter | Beleg |
| -------- | ------------------------------- | ------------------------------------------------- | ----- | ----- |
| 4. Juli  | Friedrich Ulrich Gross          | russischer Diplomat                               | 67    |       |
| 5. Juli  | Daniel Carroll                  | US-amerikanischer Politiker                       | 65    |       |
| 6. Juli  | Johann Daffinger                | österreichischer Porzellan- und Buntmaler         | 48    |       |
| 8. Juli  | Edward Lloyd                    | US-amerikanischer Politiker                       | 51    |       |
| 8. Juli  | Adam Naruszewicz                | polnischer Dichter                                | 62    |       |
| 10. Juli | Joseph Amann                    | deutscher Bildhauer                               | 76    |       |
| 13. Juli | Christian Gottfried Findeisen   | deutscher Philologe und Philosoph                 |       |       |
| 15. Juli | Domenico Lorenzo Ponziani       | italienischer Schachmeister und Schachtheoretiker | 76    |       |
| 16. Juli | George Howard                   | britischer Politiker und Offizier                 | 78    |       |
| 17. Juli | Thomas Sanders Dupuis           | englischer Komponist der Vorklassik               | 62    |       |
| 20. Juli | John Houstoun                   | US-amerikanischer Politiker                       | 51    |       |
| 21. Juli | Robert Burns                    | schottischer Schriftsteller und Poet              | 37    |       |
| 21. Juli | Philipp Carteret                | englischer Seefahrer und Entdecker                | 63    |       |
| 27. Juli | Johann Christian von Waldenfels | Kurkölnischer Minister                            | 54    |       |
| 30. Juli | Nicolas de Pigage               | französischer Baumeister                          | 72    |       |

## August
| Tag        | Name                                     | Beruf, bekannt als                                                                                       | Alter | Beleg |
| ---------- | ---------------------------------------- | --- | ----- | ----- |
| 2. August  | Robert Pigot                             | britischer Offizier während des Amerikanischen Unabhängigkeitskrieges                                    | 75    |       |
| 3. August  | Johann Jakob Faesch                      | Schweizer Offizier in niederländischen Diensten, Kaufmann, Plantagenbesitzer in Suriname und Politiker.  | 64    |       |
| 4. August  | Hannes Finnsson                          | isländischer Geistlicher, Bischof von Skálholt                                                           | 57    |       |
| 4. August  | Josef Anton Simnacher                    | österreichischer Orgelbauer                                                                              | 74    |       |
| 8. August  | Franz Anton Maulbertsch                  | österreichischer Barockmaler und Freskant                                                                |       |       |
| 9. August  | Franz Philipp Adolph Schouwärt           | deutscher Theaterschauspieler                                                                            |       |       |
| 10. August | Friedrich Wilhelm zu Hohenlohe-Kirchberg | kaiserlicher Feldzeugmeister                                                                             | 63    |       |
| 17. August | Nicolaas Bondt                           | niederländischer Chemiker, Arzt und Botaniker                                                            | 31    |       |
| 17. August | Johann Karl Friedrich von Mengden        | königlich preußischer Generalleutnant, Chef des Kürassier-Regiments Nr. 4 sowie Amtshauptmann von Ragnit | 66    |       |
| 19. August | Friedrich Hartmann Barisien              | deutscher Porträtmaler und Bühnenbildner                                                                 | 72    |       |
| 21. August | John McKinly                             | US-amerikanischer Politiker                                                                              | 75    |       |
| 24. August | Maria Elisabeth Ziesenis                 | deutsche Malerin                                                                                         | 52    |       |
| 29. August | Johann Karl Volborth                     | deutscher lutherischer Theologe                                                                          | 47    |       |
| 30. August | Henry Marchant                           | amerikanischer Politiker                                                                                 | 55    |       |
| August     | Carl Sello                               | Königlicher Hofgärtner in Sanssouci, Potsdam                                                             | 39    |       |

## September
| Tag           | Name                                           | Beruf, bekannt als                                                      | Alter | Beleg |
| ------------- | ---------------------------------------------- | ----------------------------------------------------------------------- | ----- | ----- |
| 3. September  | Louis-Jacques Durameau                         | französischer Historien-, Porträt-, Genre- und Dekorationsmaler         | 62    |       |
| 3. September  | Johann Andreas Herrlein                        | deutscher Maler                                                         | 72    |       |
| 4. September  | Jakob Danzer                                   | katholischer Moraltheologe                                              | 53    |       |
| 7. September  | Johann Kaspar Schiller                         | deutscher Offizier und Hofgärtner des Herzogs von Württemberg           | 72    |       |
| 11. September | Gioacchino Cocchi                              | italienischer Komponist                                                 |       |       |
| 11. September | Anna Barbara Gignoux                           | deutsche Kattunfabrikantin                                              | 70    |       |
| 11. September | Johanna Katharina Morgenstern                  | deutsche Schriftstellerin                                               | 48    |       |
| 14. September | Samuel Green                                   | englischer Orgelbauer                                                   |       |       |
| 16. September | Ludwig Friedrich von Beulwitz                  | deutscher Jurist                                                        |       |       |
| 20. September | Juan José Elhuyar                              | spanischer Chemiker und Mineraloge                                      | 42    |       |
| 21. September | François Séverin Marceau                       | General der französischen Republik                                      | 27    |       |
| 22. September | Franz Joseph Bergmüller                        | Kunstschreiner                                                          | 63    |       |
| 22. September | Georg Wilhelm Gruber                           | deutscher Komponist und Violinist                                       | 67    |       |
| 22. September | Joseph Lederer                                 | süddeutscher Klostermusiker und Komponist                               | 63    |       |
| 23. September | Christoph von Schwitzen                        | österreichischer Verwaltungsbeamter                                     | 41    |       |
| 25. September | Johann Peter Müller                            | deutschamerikanischer Theologe                                          | 86    |       |
| 27. September | Georg Ludwig von Dalwig                        | preußischer General                                                     | 70    |       |
| 27. September | Ferdinand Johann Nepomuk von Harrach zu Rohrau | kaiserlicher Feldmarschall-Lieutenant, Ritter des Maria-Theresia-Ordens | 55    |       |
| 29. September | Henry Hamilton                                 | britischer General                                                      |       |       |
| 29. September | George Raper                                   | britischer Marineoffizier und Illustrator                               | 27    |       |
| September     | Johann Gottlob Horn                            | Tischler und Instrumentenmacher                                         | ≈48   |       |

## Oktober
| Tag         | Name                                       | Beruf, bekannt als                                               | Alter | Beleg |
| ----------- | ------------------------------------------ | ---------------------------------------------------------------- | ----- | ----- |
| 1. Oktober  | Johann Philipp Jakob von Horn-Goldschmidt  | Generalvikar in Köln                                             | 72    |       |
| 3. Oktober  | Joseph Lesurques                           | französischer Geschäftsmann, Opfer eines Justizirrtums           |       |       |
| 3. Oktober  | Christian Friedrich von Völkner            | deutscher Übersetzer und Historiker                              | 68    |       |
| 7. Oktober  | Thomas Reid                                | schottischer Philosoph                                           | 86    |       |
| 7. Oktober  | Thomas Johann von Thun und Hohenstein      | Fürstbischof von Passau                                          | 59    |       |
| 10. Oktober | Juliane von Braunschweig-Wolfenbüttel      | Königin von Dänemark                                             | 67    |       |
| 11. Oktober | Johann Heinrich Ammelung                   | Lokalchronist und Wappensammler                                  | 50    |       |
| 13. Oktober | Esther Grünbeck                            | deutsche Dichterin, Mitglied der Herrnhuter Brüdergemeine        | 78    |       |
| 14. Oktober | Johann Heinrich Häßlein                    | deutscher Sprachforscher                                         | 59    |       |
| 14. Oktober | Josef Benedikt von Reinach-Foussemagne     | Großprior des deutschen Malteserordens (1777–1796)               | 85    |       |
| 15. Oktober | Christian Eberhard Georgii                 | württembergischer Generalmajor und Stadtkommandant von Stuttgart | 71    |       |
| 16. Oktober | Viktor Amadeus III.                        | König von Sardinien-Piemont und Herzog von Savoyen               | 70    |       |
| 18. Oktober | Nathan Brownson                            | US-amerikanischer Politiker und Gouverneur von Georgia           | 54    |       |
| 19. Oktober | Emmerich Otto August von Estorff           | kurfürstlich braunschweigisch-lüneburgischer Generalleutnant     | 73    |       |
| 20. Oktober | Friedrich August von Riedel und Löwenstern | preußischer Landrat                                              |       |       |
| 23. Oktober | Placidus Maria Pichler                     | deutscher Benediktinerpriester und Organist                      | 74    |       |
| 24. Oktober | Ewald Hollebeek                            | niederländischer reformierter Theologe                           | 77    |       |

## November
| Tag          | Name                                      | Beruf, bekannt als | Alter | Beleg |
| ------------ | ----------------------------------------- | --- | ----- | ----- |
| 2. November  | Domenico Pozzi                            | Tessiner Historien- und Porträtmaler | 51    |       |
| 3. November  | Franz Xaver Woschitka                     | österreichischer Komponist, Violoncellist, Violinist und Musikpädagoge                                                                  | ≈68   |       |
| 9. November  | Johann Georg Hopfengärtner                | deutscher Mediziner |       |       |
| 14. November | Franz Xaver Wolfgang von Orsini-Rosenberg | österreichischer Diplomat und kaiserlicher Berater; Obersthofmeister der Toskana; Obersthofmeister und Minister der Habsburgermonarchie | 73    |       |
| 15. November | Jean-Baptiste Muiron                      | französischer Offizier | 22    |       |
| 17. November | Katharina II.                             | Zarin von Russland | 67    |       |
| 17. November | Johann Gottfried Sammet                   | deutscher Jurist und Hochschullehrer | 77    |       |
| 18. November | Georg Lorenz von Kowalski                 | preußischer Generalleutnant und Chef des Garnisonsregiments Nr. 7                                                                       | 79    |       |
| 19. November | Marie-Elisabeth von Humboldt              | Mutter von Alexander von Humboldt und Wilhelm von Humboldt                                                                              | 54    |       |
| 19. November | Friedrich Moritz von Nostitz-Rieneck      | österreichischer Feldmarschall und Hofkriegsratspräsident                                                                               | 68    |       |
| 19. November | Thorkild Fjeldsted                        | isländischer Richter und Løgmaður der Färöer (1769 bis 1772)                                                                            |       |       |
| 19. November | Thomas Thynne, 1. Marquess of Bath        | britischer Adliger, Politiker und Höfling                                                                                               | 62    |       |
| 21. November | Angelo Soliman                            | afrikanischer Kammerdiener |       |       |

## Dezember
| Tag          | Name                                             | Beruf, bekannt als                                                                        | Alter | Beleg |
| ------------ | ------------------------------------------------ | ----------------------------------------------------------------------------------------- | ----- | ----- |
| 2. Dezember  | Jean Charles Abbatucci                           | französischer General                                                                     | 25    |       |
| 6. Dezember  | Johann Carl Friedrich von Dallwitz               | Geheimrat, Domdechant und Prälat des Hochstifts Meißen                                    | 54    |       |
| 10. Dezember | Israel Jacobs                                    | US-amerikanischer Politiker                                                               | 70    |       |
| 12. Dezember | Friedrich August Cartheuser                      | deutscher Chemiker und Pharmazeut                                                         |       |       |
| 13. Dezember | Matthias Jakob Adam Steiner                      | deutscher lutherischer Theologe                                                           |       |       |
| 14. Dezember | Anton Ignaz Ulbrich                              | österreichischer Musiker, Sänger und Textdichter                                          |       |       |
| 15. Dezember | Heinrich Valentin Becker                         | deutscher lutherischer Theologe und Mathematiker                                          | 64    |       |
| 15. Dezember | Wenzel Josef von Thun und Hohenstein             | österreichischer General                                                                  | 59    |       |
| 15. Dezember | Anthony Wayne                                    | US-amerikanischer General                                                                 | 51    |       |
| 16. Dezember | Johann Daniel Titius                             | preußischer Astronom, Physiker und Biologe                                                | 67    |       |
| 17. Dezember | Carl Bernhard von Wolffersdorff                  | deutscher Adeliger, Erb-, Lehn- und Gerichtsherr auf Altscherbitz, Schkeuditz und Beuditz | 70    |       |
| 18. Dezember | Juliane Charlotte Friederike Grimm               | Tante der Brüder Grimm                                                                    | 61    |       |
| 19. Dezember | Pjotr Alexandrowitsch Rumjanzew-Sadunaiski       | russischer Feldmarschall                                                                  | 71    |       |
| 20. Dezember | Johann Georg Hasenöhrl                           | österreichischer Mediziner                                                                | 67    |       |
| 20. Dezember | Johann Georg Krünitz                             | deutscher Lexikograph und Enzyklopädist                                                   | 68    |       |
| 23. Dezember | Joseph Melling                                   | Hofmaler am Karlsruher Hof der Markgrafen von Baden                                       | 71    |       |
| 24. Dezember | Johann David Gerstenberger                       | deutscher Orgelbauer                                                                      | 80    |       |
| 25. Dezember | Bengt Anders Euphrasén                           | schwedischer Naturforscher                                                                | 40    |       |
| 26. Dezember | Marcell Friedrich Heigelin                       | württembergischer Staatsrat                                                               | 61    |       |
| 27. Dezember | Carl Christian Heinrich von Logau und Altendorff | preußischer Landrat                                                                       | 61    |       |
| 28. Dezember | Friedrich Ludwig Karl von Preußen                | preußischer Prinz und Generalmajor                                                        | 23    |       |
| 30. Dezember | Jean-Baptiste Lemoyne                            | französischer Komponist                                                                   | 45    |       |
| 30. Dezember | Angelo Querini                                   | italienischer Politiker und Diplomat                                                      | 75    |       |

## Datum unbekannt
| Tag      | Name                                                 | Beruf, bekannt als                                                        | Alter | Beleg |
| -------- | ---------------------------------------------------- | ------------------------------------------------------------------------- | ----- | ----- |
|          | Detlev von Ahlefeldt                                 | Königlich Dänischer Kammerherr und Landrat.                               |       |       |
|          | Juan Fermín de Aycinena e Irigoyén                   | spanischer Unternehmer                                                    |       |       |
|          | Antoine-François Brisson                             | französischer Anwalt und Enzyklopädist                                    |       |       |
|          | Franz Joseph Ess                                     | deutscher Porzellanbildner                                                |       |       |
|          | Joseph IV.                                           | Patriarch der Chaldäisch-katholischen Kirche (Patriarchat von Diyarbakir) |       |       |
|          | Hugo von Kesselstatt                                 | kurfürstlicher Landhofmeister und kaiserlicher Geheimrat                  |       |       |
|          | Franziska Romana Koch                                | deutsche Opernsängerin, Tänzerin und Schauspielerin                       |       |       |
|          | Andreas Kruchen                                      | deutscher Zisterzienser-Abt des Klosters Heisterbach                      |       |       |
|          | Gottlieb August Lange                                | deutscher Buchhändler und Verleger                                        |       |       |
|          | Stephan von Lichnowski                               | preußischer Generalmajor, Chef des Infanterie-Regiments Nr. 23            |       |       |
|          | Charles Lynch                                        | Plantagenbesitzer, Politiker und Revolutionär in der Kolonie Virginia     |       |       |
|          | Alexandre-Marie-Léonor de Saint-Mauris de Montbarrey | Prince de Montbarrey                                                      |       |       |
|          | Gawriil Loginowitsch Pribylow                        | russischer Navigator                                                      |       |       |
|          | Ignaz Reder                                          | deutscher Physikus (Mellrichstadt)                                        |       |       |
|          | Schah Ruch                                           | persischer Schah                                                          |       |       |
|          | Johann Nepomuk Schäfer                               | deutscher Geistlicher und Theologe                                        |       |       |
| Frühjahr | Cornelius C. Schoonmaker                             | US-amerikanischer Politiker                                               |       |       |
|          | Samuel Anton Wilhelmi                                | Schweizer Theologe                                                        |       |       |